# ルイ・アンクタン
ルイ・アンクタン (Louis Anquetin, 1861年1月26日 - 1932年8月19日）は、フランスの画家。

## 生涯
ノルマンディ、ウール県のエトレパニーで生まれ、ルーアンの高校で学んだ。1882年にパリに来て、レオン・ボナのアトリエで学ぶ。そのときにトゥールーズ＝ロートレックと出会う。二人は後にフェルナン・コルモンのアトリエに移り、ファン・ゴッホ、エミール・ベルナールと親交を結んだ。
1887年ごろ、アンクタンとベルナールは平坦な色面と黒く太い輪郭線を特徴とする様式を開発する。批評家エドゥアール・デュジャルダンによってクロワゾニスムと名付けられたこの様式は、ステンドグラスと浮世絵にヒントを得たものだった。アンクタンのクロワゾニスム作品としては『クリシー大通り　午後5時』があり、ファン・ゴッホはこの作品に着想を得て夜のカフェテラスを描いたとされる。
のちにアンクタンは同時代の絵画動向に興味を失い、かわりにオールド・マスター（西洋伝統絵画）の方法を採用したため、一般には忘れられた存在となった。『リナルドとアルミダ』など1890年代半ば以降の作品は、とくにルーベンスの影響を強く受けた寓意画である。

晩年、ピーテル・パウル・ルーベンスに関する著作を執筆し1924年に出版された。

## 作品

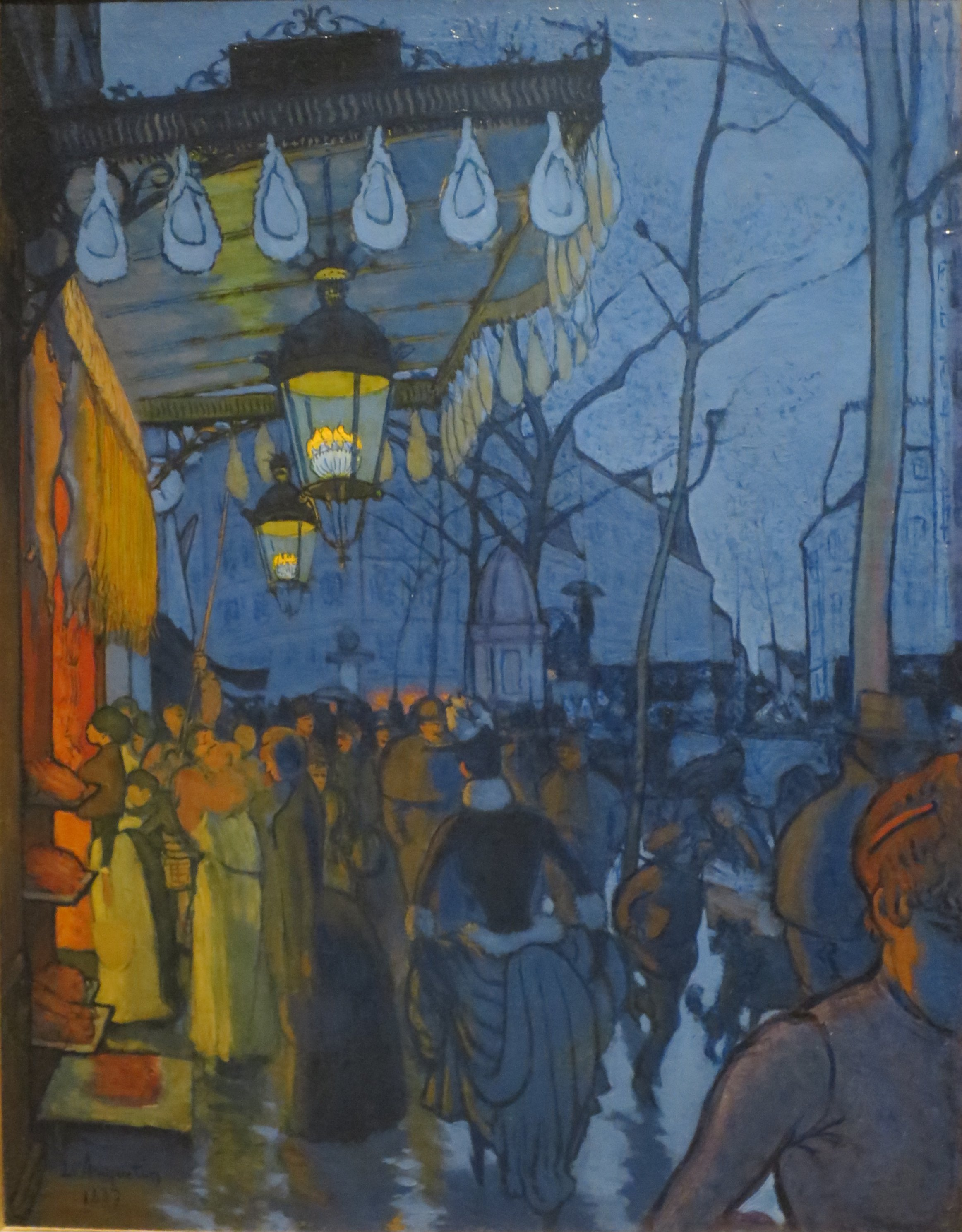
「クリシー大通り」1887年。油彩、キャンバス、69 × 53cm。
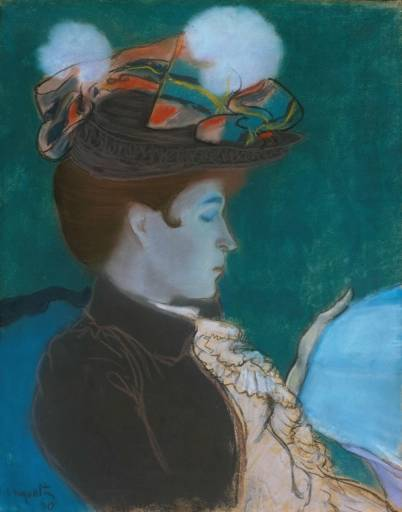
「汽車で新聞を読む女性」1890年。
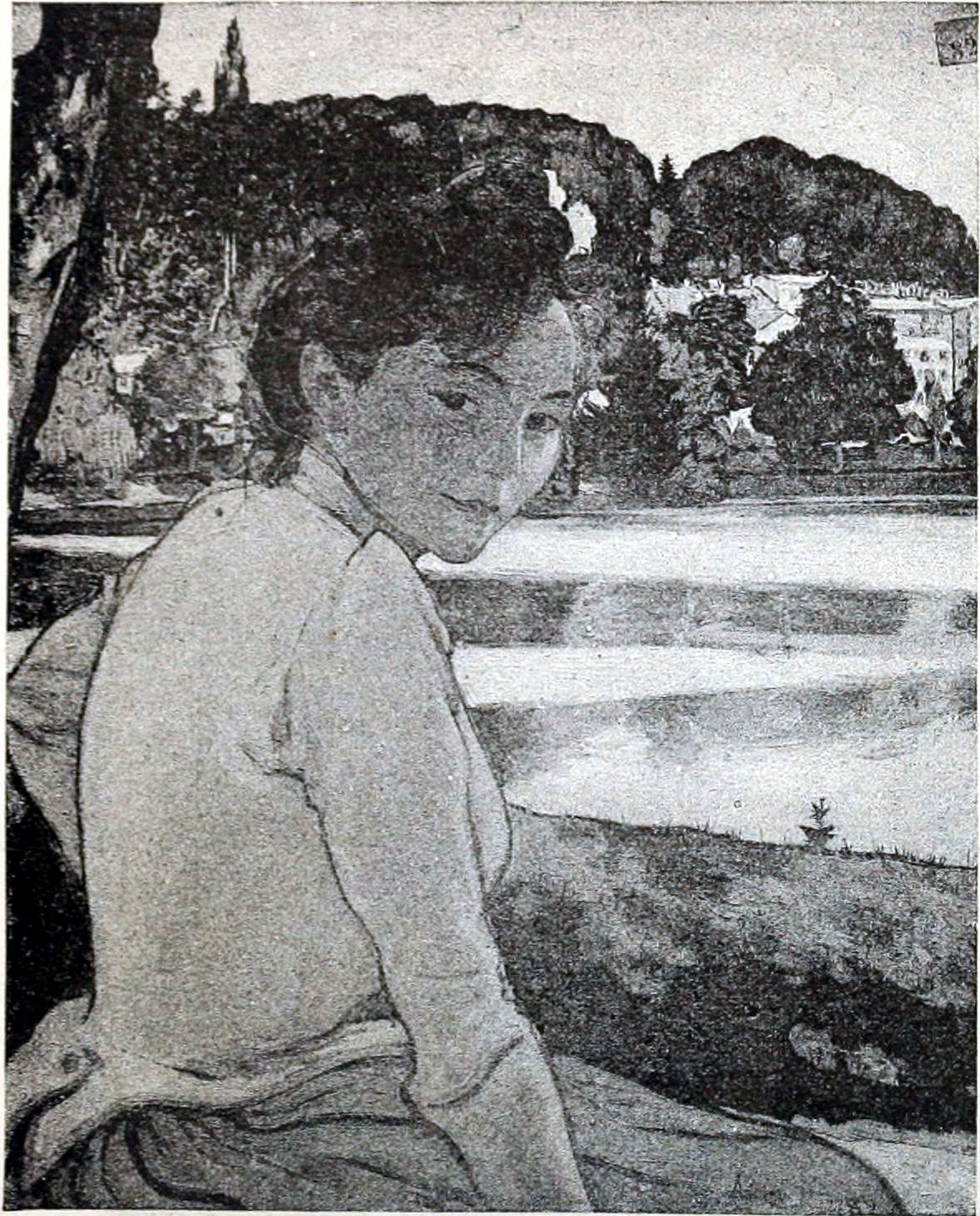
「風景の中の女性」1890年。
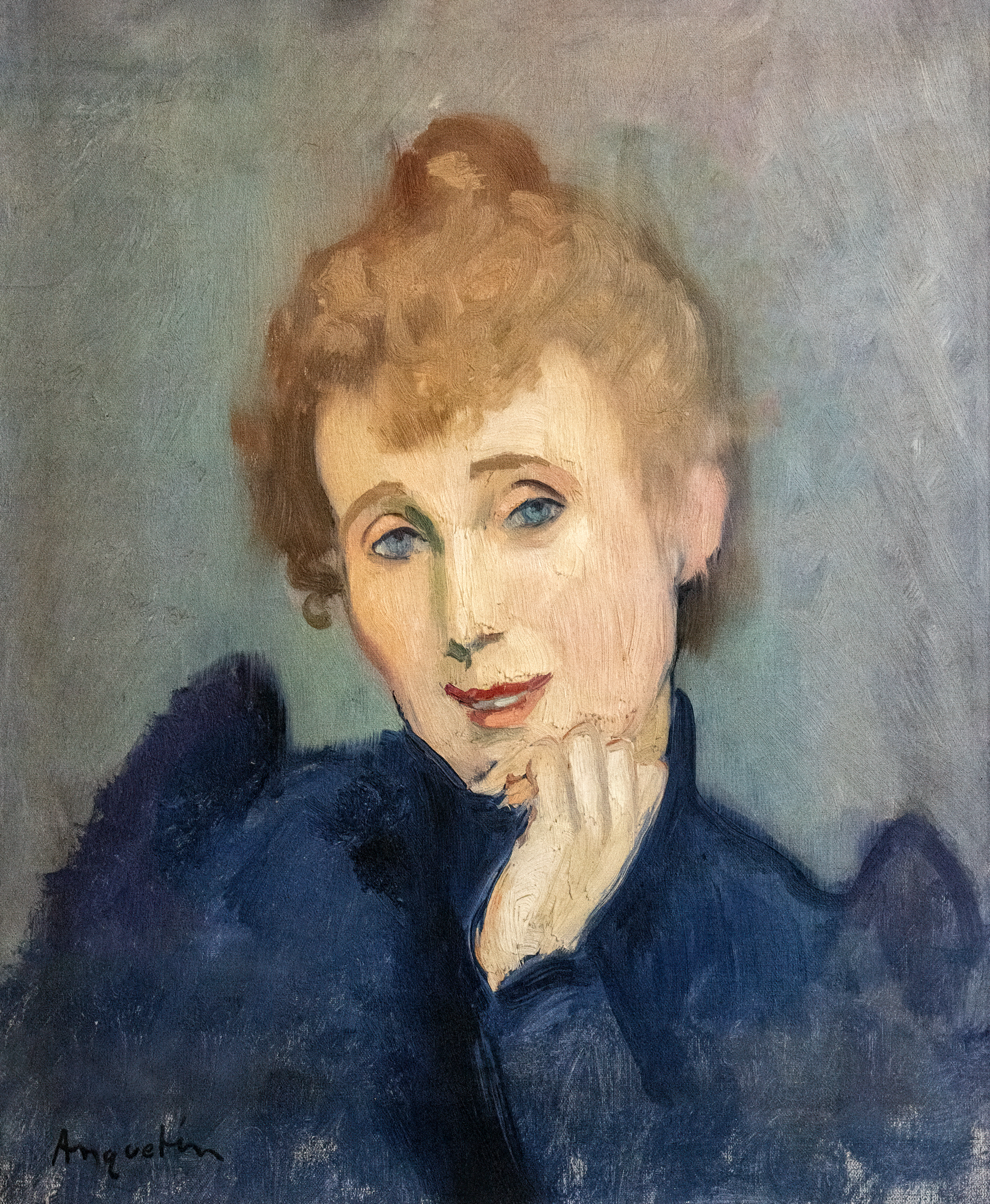
イヴェット・ギルベール 1893年。

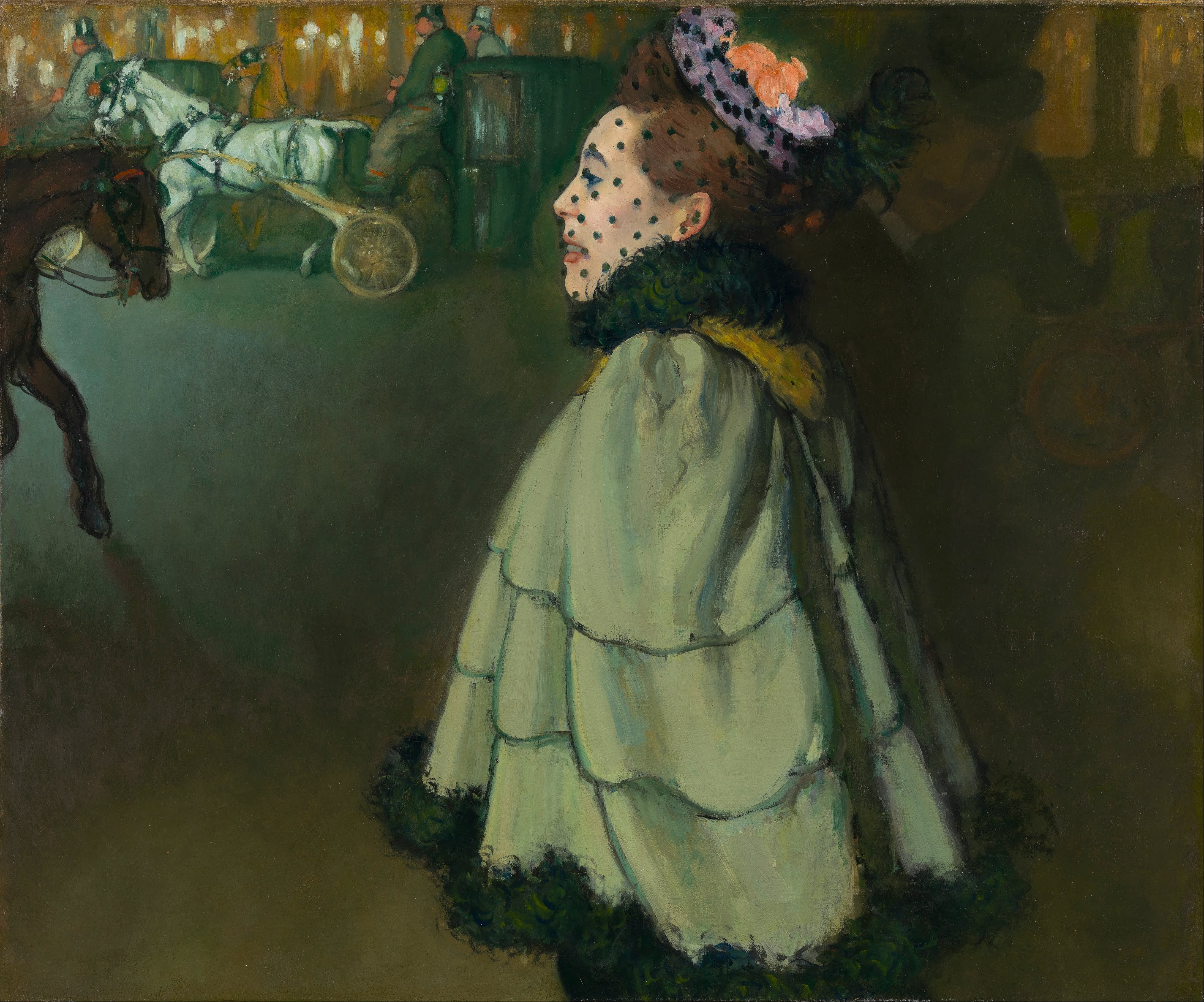
「夜のシャンゼリゼ通りの女性」1889-93年。
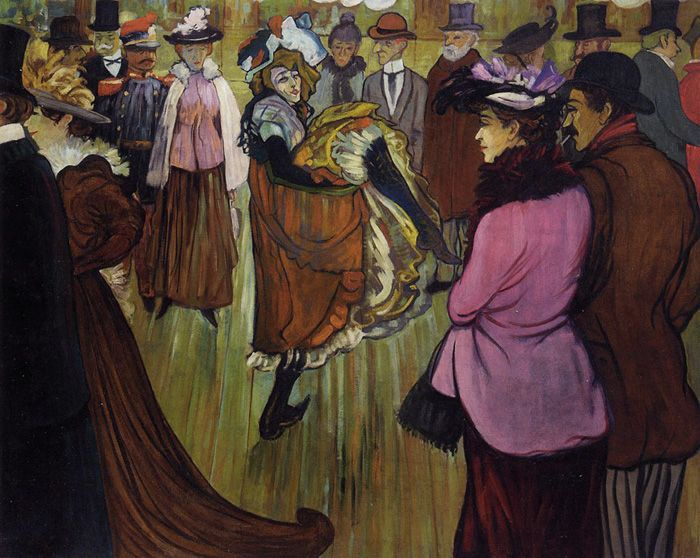
「ムーラン・ルージュ」1893年。
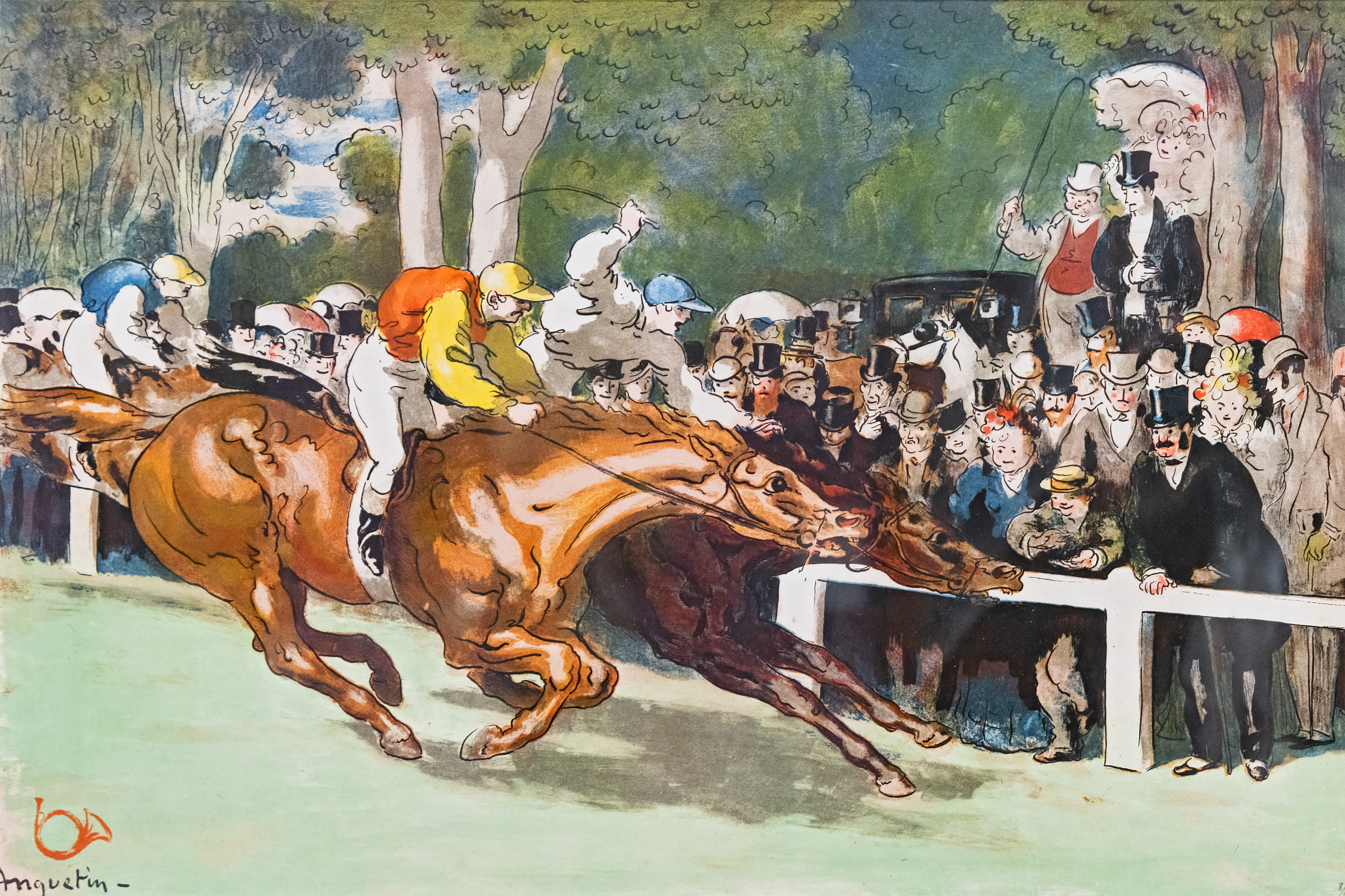
版画「結末」